# Haken-variëteit
In de topologie, een deelgebied van de wiskunde, is een Haken-variëteit een compacte P²-onherleidbare 3-variëteit, die een tweezijdig niet-samendrukbaar oppervlak bevat. Men neemt soms alleen oriënteerbare Haken-variëteiten in beschouwing. In dat geval is een Haken-variëteit een compacte, oriënteerbare, onherleidbare 3-variëteit, die een georiënteerd niet-samendrukbaar oppervlak bevat.